# Таљателе

Таљателе (италијански изговор: [таʎʎаˈтɛлле]; од италијанског tagliare, што значи „резати“) су традиционална врста тестенина из региона Емилија-Ромања и Марке у Италији. Појединачни комади таљателе су дуге, равне траке сличног облика као фетучини, и обично су око 6.5 до 10 mm широки. Таљателе се могу послужити са разним сосевима, мада је класик сос од меса или сос Болоњезе.
Таљателе се традиционално праве од брашна и јаја. Традиционални однос је једно јаје на сто грама брашна. 

## Порекло
Легенда каже да је таљателе створио талентовани дворски кувар, којег је инспирисала фризура Лукреције Д'есте поводом венчања са Анибале II Бентивољом, 1487. године. У стварности, ово је била шала коју је измислио хумориста Аугусто Мајани 1931. године.
Рецепт се звао tagliolini di pasta e sugo, alla maniera di Zafiran (таглиони од тестенине и соса на начин Зафирана) и служио се на сребрним тањирима.  Током година, таљателе су постале уобичајена храна.
У стакленој витрини у Привредној комори Болоње налази се чврста златна реплика комада таљателе, која показује тачне димензије од 1 милиметар до 6 милиметара. 

## Јела
Текстура је порозна и храпава, што је чини идеалном за густе сосеве, углавном направљене од говедине, телетине или свињског меса (попут соса болоњезе), а повремено и од зеца, као и за неколико других мање богатих (и вегетаријанских) опција, као briciole e noci (са презлом и орасима), uovo e formaggio (са јајима и сиром - мање богата карбонара ) или једноставно pomodoro e basilico  (са парадајзом и босиљком).

## Галерија
- Свеже ручно рађене таљателе
- Таљателе сервиране са сосом од меса
- Tagliatelle al ragù  као што се служи у њиховом граду порекла, Болоњи